# Roos Hoogeboom
Roos Hoogeboom (Medemblik, 16 augustus 1982) is een Nederlandse wielrenster uit Zeist, momenteel rijdend voor de  Nederlandse opleidingsploeg Biehler Krush Pro Cycling. Ze fietste de seizoenen 2016 en 2017 bij de Spaans-Baskische ploeg Bizkaia-Durango.. In 2018 reed ze voor Maaslandster International Women's Cycling Team. Vanaf 2019 komt ze uit voor Nederlandse UCI team Biehler Pro Cycling.
Hoogeboom begon pas met wielrennen na haar studie in 2009. Ze werd Nederlands kampioen Wintertriatlon in 2013 en 2014. Ze reed op haar 30e haar eerste UCI-wedstrijden bij de wielerclub 'Jan van Arckel'. In 2014 eindigde ze in de top tien in zowel de eerste etappe, de slotrit, als het eindklassement van de Tsjechische rittenkoers Tour de Feminin - O cenu Českého Švýcarska.
In 2016 tekende ze bij haar eerste UCI-team, bij de Spaans-Baskische ploeg Bizkaia-Durango. Met deze ploeg reed ze het volledige Vlaamse voorjaar en op 13 april viel ze vlak voor de finish in de proloog van de Emakumeen Bira, waardoor ze voorlaatste werd en de volgende etappe niet meer van start ging. Wel reed ze met haar ploeg de tiendaagse Giro Rosa uit. In de Copa de España (Spaanse topcompetitie) werd ze vierde in het jaarklassement.
Op 31 maart 2018 werd ze derde in de Volta Limburg Classic. Twee dagen later won ze de Ronde van Gerwen.

## Palmares

### Klassiekers
| Jaar | Luik-Bast.‑Luik | Gent-Wevelgem | Dwars door de Westhoek |
| ---- | --------------- | ------------- | ---------------------- |
| 2013 |                 |               | opgave                 |
| 2014 |                 |               | 55e                    |
| 2015 |                 | opgave        |                        |
| 2016 |                 | opgave        | 57e                    |
| 2017 | 77e             | 47e           |                        |